# Georgi Karaslavov
Georgi Karaslavov (bulharsky Георги Караславов, 12. ledna 1904, Debar – 26. ledna 1980, Sofie) byl bulharský spisovatel 20. století.

## Životopis
Literárně začal být Karaslavov, pocházející z chudé rodiny, aktivní ve 20. letech. Tehdy vyšla jeho první kniha Uličníci o životě dětí z periferie města. V roce 1923 se účastnil studentského povstání a aktivní byl v řadě levicových organizací. V 20. letech také pobýval v Československu. Jako pomocný dělník budoval tehdejší městskou část Spořilov v Praze. Své zkušenosti popsal v reportážním románu Spořilov (1931). V 30. a 40. letech pokračoval několika psychologickými prozaickými díly (např. Durman a Snacha) a postupně se blížil tzv. socialistickému realismu.
Po druhé světové válce byl nově ustaveným komunistickým režimem považován za klíčovou osobnost. Stal se nejvýznamnějším představitelem bulharského socialistického realismu. Zastával rovněž i celou řadu politických funkcí. Byl například předsedou Svazu bulharských spisovatelů, dlouholetým členem parlamentu a také i členem Ústředního výboru Komunistické strany Bulharska. Literárně aktivní byl však i nadále; v 50. letech sepsal např. hexalogii Obyčejní lidé, která mapovala vývoj Bulharska od roku 1914 až do konce druhé světové války. Řada jeho starších děl byla také zfilmována.